# Gornji Striževac
Gornji Striževac (en serbe cyrillique : Горњи Стрижевац) est un village de Serbie situé dans la municipalité de Babušnica, district de Pirot. Au recensement de 2011, il comptait 99 habitants.

## Démographie
| 1948 | 1953 | 1961 | 1971 | 1981 | 1991 | 2002 | 2011 |
| ---- | ---- | ---- | ---- | ---- | ---- | ---- | ---- |
| 960  | 960  | 787  | 601  | 399  | 228  | 154  | 99   |

|  |